# مجمع کاردینال‌ها (فیلم ۲۰۰۶)

پوستر مجمع کاردینال‌ها

مجمع کاردینال‌ها (به انگلیسی: The Conclave) یک فیلم محصول کانادا و آلمان در سال ۲۰۰۶ به کارگردانی کریستوف شروه است. فیلمنامه این اثر را پل دانوان نوشته و بازیگران اصلی آن شامل مانو فولولا، برایان بلسد و جیمز فوکنر هستند.

## داستان
داستان این فیلم بر شورای انتخاب پاپ سال ۱۴۵۸ تمرکز دارد؛ شورایی که پنج سال پس از سقوط قسطنطنیه به دست ترکان عثمانی برگزار شد. مبنای داستان یادداشت‌های شخصی سیلویوس آئنه‌آس پیکولومینی است؛ تنها کاردینالی که تا کنون روایت محرمانه یک کنکلاو پاپی را ثبت کرده است و خود او نیز در همان شورا به‌عنوان پاپ پیوس دوم انتخاب شد. داستان حول محور کاردینال ۲۷ ساله اسپانیایی، رودریگو بورژیا (که بعدها پاپ الکساندر ششم شد) می‌چرخد، کسی که در تلاش است تا هم حرفه و هم جان خود را نجات دهد.

## بازیگران
- مانوئل فولولا در نقش رودریگو بورژیا
- برایان بلسد در نقش آئنه‌آس سیلویوس پیکولومینی
- جیمز فالکنر در نقش گیوم دستوتویل
- رولف کانیس در نقش باسیلیوس بساریون
- هولگر کونکل در نقش آلن دو کوئتیوی
- پیتر گینس در نقش لاتینو اورسینی
- نیکلاس آیرونز در نقش پروسپرو کولونا
- برایان داونی در نقش خوان د مِیا
- لولو هررو در نقش پدرو لوئیس بورژیا
- گائتانو کاروتنوتو در نقش کاپیتان گائتانو
- ماتیاس کوبرلین در نقش جولیانو دلا رووره
- نورا تشرنر در نقش وانوتزا دی کاتانی
- جوزف راتن در نقش پاپ کالیستوس سوم
- جان دانسورث در نقش فیلیپو کالاندرینی